# كينيا في الألعاب الأولمبية الصيفية 2016
نافست كينيا في دورة الألعاب الأولمبية الصيفية 2016 في ريو دي جانيرو، البرازيل، من 05-21 أغسطس 2016.
وكان هذا المظهر الرابع عشر للبلاد في دورة الألعاب الاولمبية. لم كينيا لا ترسل أي رياضي إلى دورة الألعاب الاولمبية الصيفية 1976 في مونتريال، بسبب المقاطعة الأفريقية وأيضا لم ترسل أي رياضي دورة الألعاب الاولمبية الصيفية 1980 في موسكو بسبب الحرب السوفياتية في أفغانستان.